# Vinzenzkrankenhaus (Hannover)

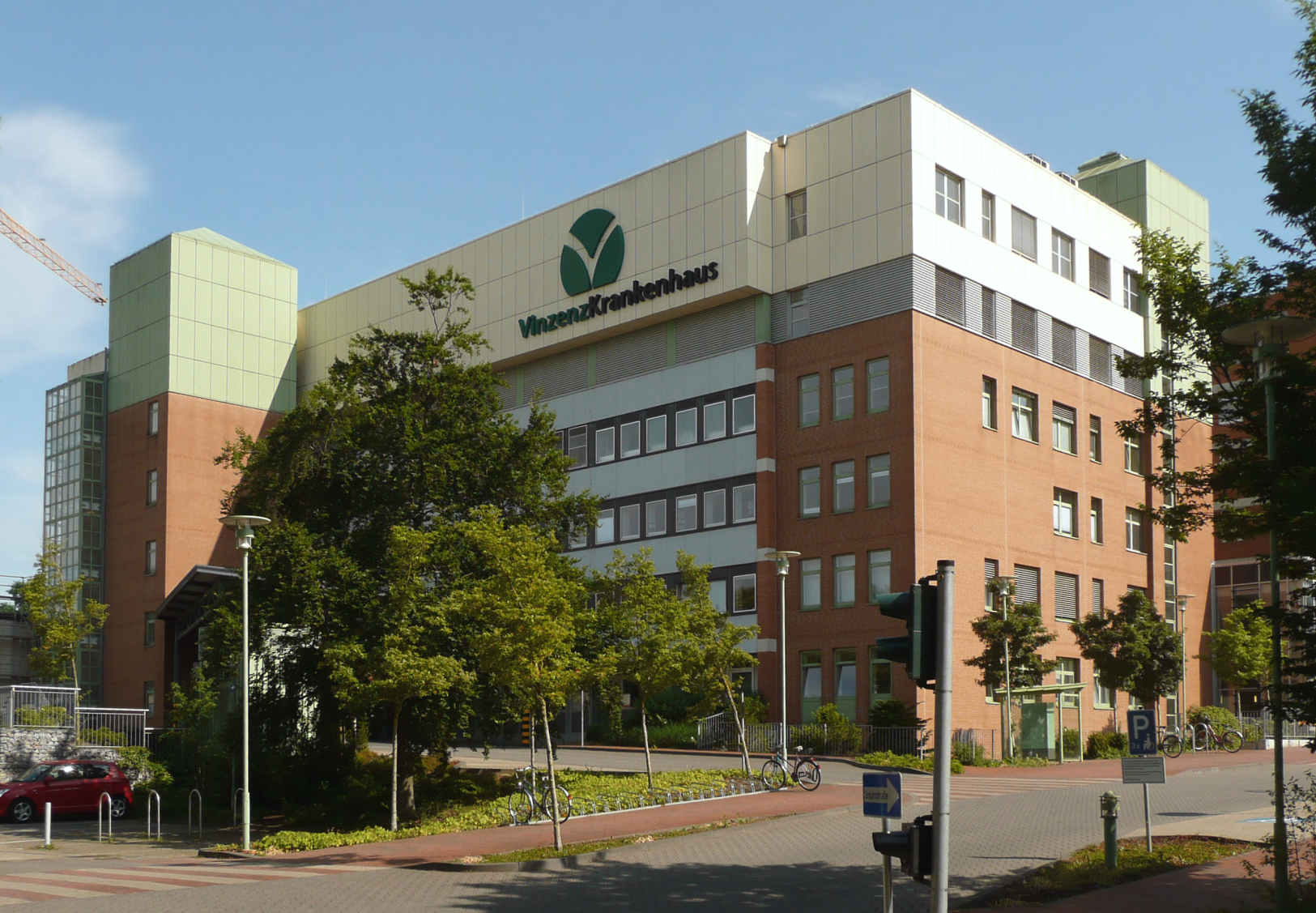
Vinzenzkrankenhaus Hannover

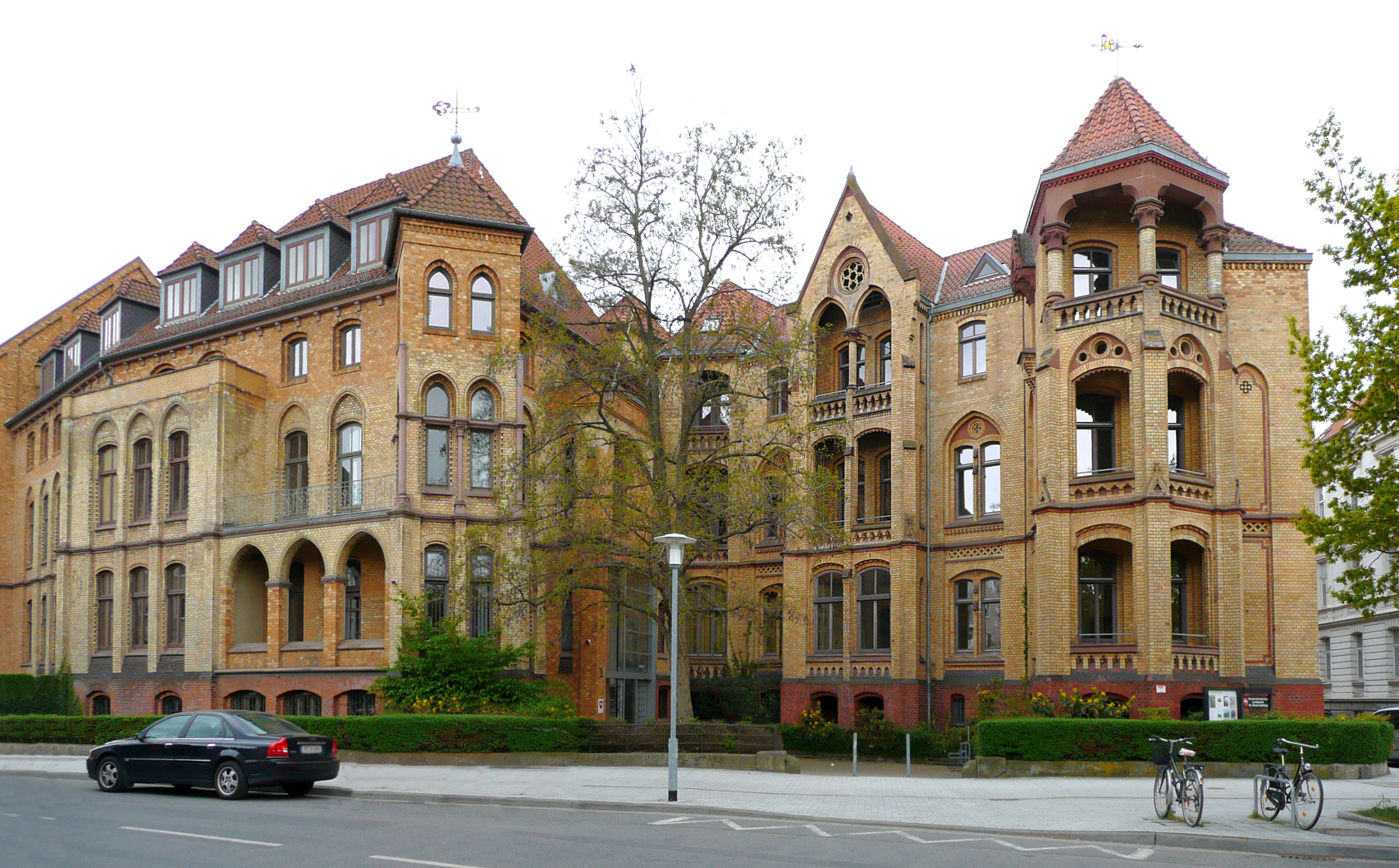
Ehemaliger Sitz des St.-Vinzenz-Stifts an der Scharnhorststraße 1 im Zooviertel; seit 1979 Institut für Denkmalpflege (heute Niedersächsisches Landesamt für Denkmalpflege)

Das Vinzenzkrankenhaus Hannover ist ein katholisches Krankenhaus im Stadtteil Kirchrode der Landeshauptstadt Hannover. Das Krankenhaus mit 345 Betten und 585 Mitarbeitern (2019) ist Lehrkrankenhaus der Medizinischen Hochschule Hannover und in der Trägerschaft des Elisabeth Vinzenz Verbundes.
Das Krankenhaus verfügt über sieben Fachabteilungen für Allgemein-, Viszeral- und Gefäßchirurgie und Koloproktologie, Anästhesie und Intensivmedizin, Geburtshilfe und Gynäkologie, Innere Medizin (Gastroenterologie, Geriatrie, Kardiologie, Pneumologie), Orthopädie und Unfallchirurgie, Urologie sowie Radiologie. Dazu kommen eine zentrale Notaufnahme, eine Belegabteilung HNO, eine Tagesklinik für ambulante Operationen und ambulante Chemotherapie, sowie die Physiotherapie. Drei zertifizierte Krebszentren für Brust, Darm und Uroonkologie, eine zertifizierte Chest Pain Unit, ein zertifiziertes EndoProthetikZentrum und das da Vinci-Zentrum für roboter-assistierte urologische Operationen sind ebenso Teil des Schwerpunktversorgers.

## Geschichte
Die Anfänge des Krankenhauses liegen in einer von der Kongregation der Barmherzigen Schwestern vom hl. Vinzenz von Paul in Hildesheim im Jahr 1862 gegründeten Ambulanz südlich vom Königsworther Platz in Hannover. 1869 wurde die Ambulanz in die Altstadt verlegt, wo das Hospital Marienhof mit stationärer Pflege und 20 Betten entstand. Die Behandlung und Versorgung waren kostenpflichtig. 1881 wurde die Einrichtung in Vinzenzstift umbenannt.
Um 1882 erwarben drei Schwestern vom Orden der Barmherzigen Schwestern vom hl. Vinzenz von Paul mit Hilfe von Spendengeldern eine 1865 erbaute Villa an der Scharnhorststraße mit Grundstück, um dort das Krankenhaus einzurichten. Der Umbau und die Erweiterung erfolgten durch den Architekten Christoph Hehl. Bei der Erweiterung entstand im Parterre auf der Gartenseite eine zweischiffige Kapelle mit Kreuzgratgewölbe. Die Krankenhauskapelle wurde von der katholischen Gemeinde des Stadtteils Zoo mitgenutzt. 1883 wurde in dem Gebäude eine Krankenpflegeeinrichtung, in der 70 Kranke behandelt werden konnten, unter der Bezeichnung St. Vinzenzstift eröffnet.
Anfang des 20. Jahrhunderts wurde die Einrichtung in Krankenhaus Sankt Vinzenz umbenannt. 1904 erfolgte eine Erweiterung an der Kirchwender Straße, sodass sich die Bettenzahl auf 160 erhöhte; um 1930 kam es zu einer Erweiterung auf 200 Betten. Bei den Luftangriffen auf Hannover im Zweiten Weltkrieg verursachten Fliegerbomben schwere Gebäudeschäden am Krankenhaus, dessen Betrieb aber weiterlief.
1972 gab das Vinzenzkrankenhaus seinen Sitz an der Scharnhorststraße auf. Seit dem Jahr 1979 hat das Niedersächsische Landesamt für Denkmalpflege dort seinen Sitz. Der Grundstein für das heutige Krankenhaus in Kirchrode wurde 1968 gelegt; 1971 wurde es eingeweiht. Seit dem Jahr 1994 sind ein Hospiz und eine Schwesternschule, die heutige Berufsfachschule Pflege, angeschlossen.
2018 verließen die letzten 22 katholischen Ordensfrauen das Krankenhaus. Sie bezogen bei ihrem Mutterhaus in Hildesheim im Altenpflegeheim St. Paulus einen gemeinsamen Altersruhesitz. 2019 wurde die neue Geriatrie im ehemaligen Gebäudeteil der Ordensschwestern (Haus Katharina) eröffnet.